# Lila
Lila  je selo u Hrvatskoj, regiji Slavoniji u Osječko-baranjskoj županiji i pripada gradu Našicama.

## Zemljopisni položaj
Selo se nalazi na 104 metara nadmorske visine u nizini istočnohrvatske ravnice. Lila se nalazi na lokalnoj cesti koja povezuje Jelisavac (D2) - Klokočevci (D53). Susjedna naselja: istočno Ribnjak (Našice), jugoistočno Lađanska i Jelisavac, južno Velimirovac, a jugozapadno Pribiševci, zapadno Teodorovac te sjeverozapadno Klokočevci i sjeverno Lipine naselja u susjednoj općini Đurđenovac. Pripadajući poštanski broj je 31500 Našice, telefonski pozivni 031 i registarska pločica vozila NA (Našice). Površina katastarske jedinice naselja Lile je 4, 08 km·102 a pripada katastarskoj općini Klokočevci.

## Crkva
U selu je rimokatolička crkva Rođenja Blažene Djevice Marije koja pripada rimokatoličkoj župi Gospe Fatimske (Našice 3.) sa sjedištem u Velimirovcu i našičkom dekanatu Požeške biskupije. Crkveni god(proštenje) ili kirvaj slavi se 8. rujna.

## Povijest
Selo je dobilo ime po Lili Pejačević supruzi Teodora Pejačević koji su bili roditelji poznate hrvatske skladateljice Dore Pejačević. Poslije Drugog svjetskog rata doseljava dosta stanovnika iz Hrvatskog zagorja čiji potomci i danas čine većinu stanovnika sela.

## Šport
NK Lila koja se trenutačno natječe u sklopu 2. ŽNL Nogometnog središta Našice.

## Ostalo
U selu je aktivno i Dobrovoljno vatrogasno društvo Lila osnovano 1953. U posljednje vrijeme aktivna je i Udruga žena Lila- Ribnjak.

## Stanovništvo
| broj stanovnika |       |       |       | 23    | 43    | 127   | 167   | 148   | 359   | 320   | 315   | 223   | 190   | 196   | 203   | 195   | 167   |
|                 | 1857. | 1869. | 1880. | 1890. | 1900. | 1910. | 1921. | 1931. | 1948. | 1953. | 1961. | 1971. | 1981. | 1991. | 2001. | 2011. | 2021. |

Iskazuje se kao dio naselja od 1890., a kao naselje od 1953. Prema prvim rezultatima Popisa stanovništva 2011. u Lili je živjelo 195 stanovnika u 59 kućanstva.

## Vanjska poveznica
- http://www.nasice.hr/

.